# 靈命日糧
靈命日糧事工（英語：Our Daily Bread Ministries）是由馬汀狄漢醫生（Dr. M. R. DeHaan）創辦的一家不分宗派的基督教非营利機構，在全球多地設有辦事處。
靈命日糧事工的文字材料包括每日靈修文章、探討與信仰不同議題的刊物、聖經解析，以及佈道小冊子等。除文字材料外，事工亦設有YouTube （页面存档备份，存于）頻道。

## 歷史
- 1938年，馬汀狄漢醫生（Dr. M. R. DeHaan）在美國开办了名為「底特律聖經課程」的廣播節目[4]
- 1941年，廣播節目擴展到密西根州的大湍市並改名為「聖經廣播協會」[4]
- 1956年出版《靈命日糧》英文版靈修材料[4]
- 1959年在加拿大安大略省的溫莎開辦了美國以外的第一個辦事處[4]
- 1968年，以探討信仰為主題的電視節目「每日探索」（Day of Discovery）首播[4]
- 1988年，成立了「探索出版社」（Discovery House Publishers），此為非牟利出版社[4]
- 1994年，「聖經廣播協會」改名為RBC Ministries[4]
- 1995年推出英文網站，並開始出版《靈命日糧》中文版[4]
- 2015年，RBC Ministries改名為Our Daily Bread Ministries，中文譯名為「靈命日糧事工」[4]

## 外部連結
- 靈命日糧繁體中文網站 （页面存档备份，存于）（繁體中文）
- 灵命日粮简体中文网站 （页面存档备份，存于）（简体中文）
- 雅米 （页面存档备份，存于）網站（多语言）